# Johann Gottlob Wilhelm Dunkel
Johann Gottlob Wilhelm Dunkel (* 28. September 1720 in Köthen; † 8. September 1759 in Wulfen) war ein deutscher evangelischer Theologe und Historiker.

## Leben
Der Sohn des Kaufmanns Johann Christian Dunkel hatte 1738 ein Studium der Philosophie und Theologie an der Universität Halle absolviert und dort 1739 den akademischen Grad eines Magisters der philosophischen Wissenschaften erworben. Danach wurde er Privaterzieher in Berlin und verfasste in jener Zeit mehrere Aufsätze zu historischen und antiquarischen Themen. 1744 wurde er Prediger in Diebzig. Berufungen in akademische Würden nach Moskau und Den Haag lehnte er ab. 1748 wurde er Pfarrer in Wulfen und Drosen. 1753 erschien sein wohl bekanntestes Werk, Historisch-kritische Nachrichten von verstorbenen Gelehrten und deren Schriften. Außerdem nahm ihn die lateinische Gesellschaft in Jena und im darauffolgenden Jahr die gelehrte Gesellschaft in Augsburg als Mitglied auf. Verheiratet war er seit dem 11. Februar 1749 mit Johanna Elisabeth, der Tochter des Akzisevorstehers in Köthen Johann Bernhard Nüßler. 
Da er unter hypochondrischen Anfällen litt, nahm er sich das Leben.

## Werkauswahl
- Exercitatio philologica De Iride ejusque emblemate, ad Gen. IX, 12–17. Halle 1739, (Dissertation, Digitalisat)
- Historisch-kritische Nachrichten von verstorbenen Gelehrten und deren Schriften …. 3 Bde. je 4 Teile, Cörner, Köthen 1753–1760; Bd. 1, Teile 1–4, 1753–1755 (Digitalisat); Bd. 2, Teile 1–4, 1755–1756 (Digitalisat); Bd. 3, Teile 1–4, 1757–1760 (Digitalisat)